# La máscara
La máscara (The Mask) es una serie de cómics de Dark Horse Comics creada por el escritor Mike Richardson, y los artistas Mark Badger, John Arcudi y Doug Mahnke. La serie sigue una máscara mágica que impregna al portador de poderes que doblegan la realidad y la impermeabilidad física, al mismo tiempo que permite eludir las inhibiciones psicológicas del portador. Fue adaptado en la película de 1994 La Máscara, protagonizada por Jim Carrey, a la que siguió una serie de televisión animada protagonizada por Rob Paulsen y una secuela independiente hecha en 2005, Son of the Mask. No fue hasta que se hicieron las películas y series de televisión que el personaje se conoció como «La Máscara».

## Resumen general
Todas sus historias, rondan alrededor de una antigua máscara mágica proveniente de los indios amazónicos. Cualquiera que lleve la máscara tendrá poderes ilimitados y alteración de su apariencia física, caracterizada por dientes enormes y cabeza verde. La máscara afecta también la personalidad de las personas, quitándole sus inhibiciones de sociabilidad, convirtiéndolo en un loco salvaje en la mayoría de las situaciones. El cómic fue inspirado por una variación de personajes: El Joker de Batman, Creeper de Steve Ditko y El extraño caso del doctor Jekyll y el señor Hyde. En los cómics originales, el personaje que se ponía la máscara era un peligroso y cruel antihéroe y con tendencias violentas. Para la película de La máscara se eliminó la violencia y se dejó a la máscara peligrosa. Lo mismo ocurrió con el spin-off televisivo, mostrando a Stanley Ipkiss como un superhéroe travieso pero benevolente. Lo mismo valía para el personaje principal de la secuela de 2005, Tim Avery, cuyo nombre se basó en el de Tex Avery.
El título del cómic sólo hace referencia al objeto, no al personaje, ya que en diferentes historias se menciona a La Máscara como Big Head, esto no fue utilizado ni en la película ni la serie, donde es llamado Cara Verde y La Máscara.

## Historia de la publicación
El concepto de la máscara fue creado por Mike Richardson en 1982. Al principio fue un escena de APA-5, una revista de publicación y creación amateur de Mark Verheiden, después del nacimiento de Dark Horse, Richardson se unió con el artista y escritor de Marvel Comics, Mark Badger y lo crearon con el nombre de Masque quien debutó en Dark Horse Presents #10, el incremento de la política de los cómics de Badger hizo que Richardson lo despidiera para así regresar al concepto original.
El artista Chris Warner fue solicitado para reinventar al personaje basado en el concepto de Richardson en APA-5, dibujándolo con la imagen definitiva, su versión de Masque fue lanzada en 1989 en Mayhem #1, las páginas antológicas de Dark Horse. Para ello llamaron al escritor John Arcudi y al dibujante Doug Mahnke, quienes crearon una nueva aventura de Masque hecho con la ayuda de dos factores «una combinación de Tex Avery con Terminator». Las historias de la máscara en Mayhem números 1 a 4 se recopilaron más tarde en la publicación de 1991 The Mask #0 y también en una colección de bolsillo.
Mayhem fue cancelada después de los cuatro números y en 1991 John Arcudi y Doug Mahnke continuaron con The Mask como serie limitada, en el cual se introducía a uno de los antagonistas, un sujeto alto, mudo y musculoso de nombre Walter. Esta versión de La máscara tuvo el sello de Dark Horse Comics de forma simbólica, haciendo reconocida a la editorial. Las miniseries continuaron en torno a La máscara con variados antagonistas y protagonistas. El cómic tuvo su cierre definitivo con el crossover de DC Comics llamado Joker/Mask, donde la máscara se encuentra en posesión del archienemigo de Batman, el Joker. Batman junto a Kellaway deben detenerlo.

## Personajes
La Máscara/Cabezón: protagonista y antagonista de la historia dependiendo de las motivaciones de su usuario, es una máscara viviente y sintiente que posee a todo el que la use. Puede ser hombre o mujer dependiendo de este y por lo visto es capaz de alterar la personalidad de su portador hasta convertirlo en su versión más oscura.
- Stanley Ipkiss: primer portador de la Máscara en convertirse en el Cabezón, un hombre débil y endeble que ha sido maltratado toda su vida por todos incluyendo conocidos, amigos y guardianes. Muere asesinado por su novia Kathy.
- Katherine: alias Kathy, segunda portadora de la Máscara y exnovia de Stanley.
- Mitch Kellaway: archienemigo de la Máscara y tercer portador de esta, así como el más seguido de estos.
- Nunzio: conductor de taxis personal de la Mafia, de quienes ha vivido asustado toda su vida. Usa la Máscara para apoderarse del crimen organizado y es asesinado por Kathy tras engañarle a que se la quite.
- Abner Mead: candidato político que busca usar la Máscara para convertirse en el presidente de los Estados Unidos.
- Ray Tuttle: hombre sin techo que usa la máscara para vengarse de sus abusivos padres adoptivos.
- Cazadores de la Máscara: grupo de neonazis que busca usar la Máscara para sus planes.
- Rick, Ben, Hugo y Archie: un anarquista desagradable, un músico fracasado, un adicto en recuperación y un joven sabio compañeros de piso que se vuelven los nuevos portadores de la Máscara cada uno por separado para cumplir sus deseos personales.
- Aldo Krasker: diseñador de juguetes que tras encontrar la máscara se lanza a una cadena de asesinatos en masa contra sus compañeros de instituto que le sometieron a bullying.

Walter: archienemigo de la Máscara, un hombre de gran fuerza, mudo e imponente que trabaja para la Mafia.
Lionel Ray: detective de policía compañero de Kellaway que encuentra la Máscara. Se suicida para ocultar la Máscara a los Cazadores de la Máscara.

## Series originales limitadas

### The Mask
En una tienda de antigüedades, un neurótico llamado Stanley Ipkiss va a comprar un regalo para su novia Kathy. En la tienda encuentra una vasija con una máscara que comienza a hablar con él. Cuando Stanley se la pone, se transforma en un ser súper poderoso con una cabeza anormalmente grande, calva, de piel verde y una boca repleta de grandes dientes. Después de explorar sus nuevas habilidades, Ipkiss se enfurece, se venga de aquellos con quienes tiene rencor y se gana el apodo de Big Head (Cabezón).
Después de quitarse la máscara, Stanley descubre lo que pasó y sus actos como Big Head lo destrozan emocionalmente, por lo que se vuelve abusivo y malvado con Kathy. Ella lo echa pero decide quedarse con el regalo que él le hizo.
Después, Stanley irrumpe en el apartamento de Kathy para recuperar la máscara, justo en el momento de la llegada de la policía en respuesta a una llamada de allanamiento anterior, pero se pone la máscara y como Big Head mata a varios policías en su escapada. Se quita la máscara al regresar a su casa, pero recibe un disparo por la espalda de Kathy, quien había descubierto la identidad de Big Head y se había puesto ella misma la máscara mientras Stan le había dado la espalda.
Kathy entrega la máscara al teniente Mitch Kellaway por cuestiones de seguridad y cuidado. Este había estado luchando tanto con los recientes asesinatos de Big Head como con los señores del crimen organizado que andaban sueltos en su ciudad. Ignora las advertencias de Kathy, a la que cree estresada y sin pensamiento claro, y se prueba la máscara, por lo que se convierte en Big Head. Kellaway intenta retomar su carrera policíaca como vengador de los señores del crimen que han plagado su carrera policial.
Los habitantes de la ciudad, desconociendo la existencia de la máscara mágica, asume que Big Head es un asesino pero ahora contra los señores del crimen organizado. A pesar de las buenas intenciones de Kellaway, la máscara hace que sus métodos de trabajo sean cada vez más violentos. En una pelea, Big Head se encuentra con Walter, un tipo alto y musculoso que nunca habla, y que quiere venganza contra Big Head por haber matado a sus patrones. Walter nunca muestra dolor y es el único que puede herir seriamente a Big Head.
Durante la pelea con Walter, Kellaway se transforma en Big Head y se convierte en el objetivo de una persecución policial. Big Head lucha contra la policía y rastrea a los mafiosos restantes. Cuando el compañero de Kellaway intenta detener a Big Head, el policía, alterado por la máscara, casi lo llega a matar. Kellaway, dándose cuenta de lo que ha estado haciendo, huye. Se quita la máscara, la entierra en el sótano con cemento y promete no dejar que se la vuelva a poner nadie más.
La primera mitad de la historia sobre Stan como Big Head se publicó originalmente en la serie antológica Mayhem de cuatro números, entre mayo y septiembre de 1989, y luego se recopiló como el número 0 y la primera parte del libro en rústica comercial.

### The Mask Returns
El señor del crimen mandó matar a Kellaway enviando unos asesinos a su casa. Kellaway se hace camino hacia el sótano y logra conseguir la máscara pero es herido antes de que se la pudiera poner, cayendo en coma. Después de dispararle, uno de los hombres coge la máscara y se la lleva con él. Una vez que se la pone se convierte en Big Head y logra darle la ciudad al señor del crimen. Kathy se entera de que Big Head ha regresado y va en su busca para seducirlo y matarlo una vez ganada su confianza.

### The Mask Strikes Back
Cuatro amigos llamados Rick, Ben, Hugo y Archie, fascinados con los asesinatos de Big Head, sienten que sus vidas están en un callejón sin salida, hasta que uno de ellos encuentra la máscara mágica junto al muelle de la ciudad y la lleva a su casa. Al darse cuenta de que esta era la fuente del poder de su héroe, cada uno de los cuatro se turnan para probarla. Intentan usar su poder para arreglar sus vidas, pero terminan empeorando las cosas para sí mismos. Al final, Walter, que se recuperó desde que Kellaway lo golpeó, encuentra la máscara en sus manos y no puede usarla y, frustrado, la arroja a la distancia con una tremenda fuerza.
Esta fue la última serie en la historia original de la máscara de Arcudi y Mahnke. También fue la primera en hacerse después del éxito de la película y, como tal, la violencia de las historias anteriores se atenuó y los aspectos cómicos fueron más prominentes que antes.

### The Mask: The Hunt for Green October
La máscara continúa llegando a manos de usuarios inconscientes. Uno de ellos es Ray Tuttle, un cinéfilo perdedor rencoroso con un empresario que no se hizo responsable de un paseo defectuoso en su parque temático en el que murió su esposa y dejó muda a su hija Emily. Tuttle descubre el poder de la máscara, pero el teniente Kellaway y un grupo de terroristas conscientes de los secretos de la máscara buscan quitárselo. El título parodia la novela La caza del Octubre Rojo.

### The Mask: Southern Discomfort
En Nueva Orleans, la máscara termina en manos de Eric Martin quien intenta encontrar a su hermana, mientras Kellaway busca la máscara para destruirla.

### The Mask: Toys in the Attic
El diseñador de juguetes llamado Aldo Krasker pone sus manos en la máscara que lo lleva a embarcarse inconscientemente en una ola de asesinatos contra colegas de la escuela secundaria que habían ridiculizado sus habilidades de actuación. El teniente Kellaway se une a la investigación para poder encontrar la máscara.
Doug Mahnke había vuelto para ilustrar las portadas de esta serie.

### The Mask: I Pledge Allegiance to the Mask
En el siguiente número de la serie, la máscara posee a un político.

## Especiales,spin-offsycrossovers

### The Mask: Official Movie Adaptation
Es un cómic de dos números basado en la película protagonizada por Jim Carrey. Además de volver a contar su historia, la versión del cómic también contiene escenas eliminadas que se suelen ver como características adicionales en los lanzamientos de vídeo de la película, como la muerte del personaje secundario Peggy Brandt, y momentos completamente nunca vistos, como el robo del reloj a Stanley Ipkiss por el grupo de matones a los que el paga de vuelta con la rutina de globos de animales. Algunos diálogos también fueron cambiados.

### The Mask: World Tour
Un nuevo usuario de la máscara mágica encuentra su camino viajando a través del universo de Dark Horse Comics.

### Adventures of the Mask
Tras el éxito de la película La máscara, que condujo a la emisión de La Máscara: la serie animada, Dark Horse publicó este cómic derivado que seguía a los dibujos animados de televisión. Como la serie animada, este título contenía tanto elementos de los cómics originales para adultos como de la película. El personaje de la Máscara aparecía tal como se le retrataba en la película: tonto y heroico con su característico traje amarillo. De los primeros cómics estaba Walter, todavía como secuaz de Pretorius, y un teniente Kellaway más apegado a las historias originales que a como se lo representaba en la película.
Esta serie duro desde enero de 1996 hasta diciembre del mismo año.
Ghost, otro héroe de Dark Horse, quien fue popular en esa época, aparece en el cómic n.° 5. La máscara rompe en esta entrega la cuarta pared dimensional enterándose de que solamente es un show.

### Walter: Campaign of Terror
En estos cómics de creación posterior a los de Arcudi y Mahnke, Walter, el archienemigo de Big Head e indestructible asesino personal de la mafia, anuncia su candidatura para ser alcalde de Edge City.

### Night of the Return of the Living Ipkiss... Kinda
Después de que Kathy visitara la tumba de Ipkiss, este regresa de entre los muertos como un Big Head zombie, con sed de venganza. Caminando por la ciudad, encuentra y mata a Kellaway, Walter, Don Mozzo, Lionel, a varios policías y a un ciclista. Cuando finalmente encuentra a Kathy, ella le dice a voz de grito que ya no tiene la máscara y que no podría haber vuelto a la vida como Big Head. Después de eso, se convierte en una pila de polvo y todas las personas que había asesinado vuelven a la vida.
La historia fue publicada en septiembre de 1996 en el n.º 3 de A Decade of Dark Horse.

### Grifter and the Mask
Grifter, de los Wild C.A.T.S, es enviado a Las Vegas a romper un círculo de contrabando de armas en un muestrario de armamento. El problema viene cuando uno de los turistas acaba por tener la máscara y se convierte en Big Head, causando un motín al tirar de un cuchillo. Grifter convierte a la Máscara en su objetivo, pero cuando la novia del turista se ve amenazada, Grifter hace equipo con la Máscara para detener el círculo de contrabando.

### Lobo/Mask
El cazarrecompensas alienígena Lobo es contratado para encontrar al «Bastich Supremo», un ser que ha diezmado numerosos planetas. La caza de Lobo lo lleva a la Tierra, donde un ladrón se ha convertido en Big Head. En una batalla que diezma Manhattan, Big Head finalmente ofrece «ayudar» a Lobo a encontrar al «usuario anterior».
El dúo se dirige a través del espacio causando una destrucción masiva. En una parada de camiones espaciales, Lobo finalmente gana la máscara para sí mismo, se la pone y causa aún más daño. Un agujero negro lo devuelve en el tiempo por un mes y resulta que es él, de hecho, el Bastich Supremo. Al despertar en la Tierra y darse cuenta de esto, Lobo arroja la máscara al mismo lugar donde la encontró el ladrón. Lobo rompe el ciclo del tiempo cuando se encuentra con su yo pasado y lo entrega por el dinero de la recompensa.
Con este cómic, la Máscara vuelve al estilo de humor sangriento y ultraviolento de los primeros cómics, pero manteniendo rasgos como el esmoquin amarillo que usa en la película. En la creación de la historia vuelven los creadores originales del personaje, John Arcudi y Doug Mahnke, junto al guionista de los cómics de Lobo, Alan Grant.

### The Mask: Virtual Surreality
Una colección de historias de distintos autores basados en la serie animada y en su adaptación «Las aventuras de la Máscara», en donde se le ve con el traje amarillo de la película, y que además mezcla elementos de los cómics originales.

### The Mask/Marshal Law
La máscara se aplica a un asesino en serie sobrehumano como parte de un experimento secreto del gobierno que inevitablemente sale desastrosamente mal. Marshal Law es llamado para derrotar a un enemigo que no solo es inmune a su ultraviolencia habitual, sino que puede deformar la realidad de acuerdo con sus caprichos psicóticos.

### Dark Horse Presents
Aparte de «Return of the Living Ipkiss», Dark Horse sacó dos historias cortas sobre Big Head en la revista Dark Horse Presents entre 1999 y 2000. La primera es «Angry Young Mask» publicado en el Annual de 1999, en donde un niño enojado con sus padres encuentra la máscara en un basural. La segunda aparece en el número 153 del año 2000 titulada «No Mask Is an Island», en donde un arqueólogo, que sigue la trayectoria de la máscara, se encuentra con varios portadores de esta, para finalmente hacerse con ella sin ponérsela y llevarla a un museo, en donde será donada (presumiblemente a Gotham City).

### Otroscrossovers
Big Head también aparece en otros cómics de Dark Horse con apariciones menores. En el primer volumen de Ghost, aparece junto con tres niños pidiendo dulces en Halloween, en donde uno de ellos está disfrazado de Big Head y los otros dos andan de Hellboy y Madman. También aparece en una escena de SpyBoy, en donde el abuelo del joven protagonista está viendo la película de La Máscara en su casa mientras es atacado por ninjas, en donde hasta aparece la frase «¡Que alguien me pare!» dicha por Jim Carrey como Big Head/La Máscara.

### Joker/Mask
El Joker, inadvertidamente, logra la obtención de la máscara después de encontrarla en el museo de Gotham City. Con su nuevos poderes, el Joker inicia una locura de rejuvenecimiento en su carrera criminal. Kellaway descubre que la máscara está en Gotham y decide ayudar a Batman y a Jim Gordon a deshacerse de los “nuevos superpoderes” del Joker. Batman puede engañar al Joker para que se quite la máscara al afirmar que el villano ya no es divertido, ya que se basa en el truco y el poder de la máscara en lugar de usar su propio estilo, lo que provoca que la cabeza original del Joker salga de su hombro y que llegue incluso a conversar con su cabeza enmascarada antes de poder quitársela. El teniente Kellaway le pide a Batman que le dé la máscara. Batman está de acuerdo y la máscara es vista por última vez cuando Kellaway excava en la tumba de Stanley Ipkiss y la entierra junto a su cadáver.

### Itty Bitty Mask
Cuando el gentil cuidador del zoológico Herman Shazbert le compra a su esposa una máscara extraña, toda su familia quiere probársela.
Los cómics publicados en Itty Bitty, de breve existencia, adoptaron un enfoque más tonto y amigable para los niños, similar a Tiny Titans de DC Comics, ilustrado también por Art Baltazar. Dark Horse Comics también había lanzado Itty Bitty Hellboy, Itty Bitty Comics: Grimmiss Island e Itty Bitty Hellboy: The Search for the Were-Jaguar.

## Adaptaciones

### La Máscara(1994)
Una versión cinematográfica de La máscara fue estrenada en Estados Unidos el 29 de julio de 1994, protagonizada por Jim Carrey. Dirigida por Chuck Russell, está coprotagonizada por Peter Greene como Dorian Tyrell, Peter Riegert como Kellaway, Orestes Matacena como Niko, Richard Jeni como Charlie Schumacher, Amy Yasbeck como Peggy Brandt, y en su debut, Cameron Diaz como Tina Carlyle. Ben Stein hace un cameo como el Dr. Arthur Neuman.
Si bien hubo esfuerzos iniciales para llevar la película en dirección al terror (algunos en New Line Cinema lo vieron como un reemplazo a la agotada franquicia de A Nightmare on Elm Street), nunca se pensó por completo como una película de «terror oscuro». New Line tuvo problemas para crear un guion que pudiera mostrar una violencia cómica, pero tuvo más éxito con una historia que era principalmente una comedia con alguna violencia. Mike Richardson y Chuck Russell siempre presionaron en la dirección de la segunda opción, que había sido finalmente adoptada. Richardson también se resistió a los primeros intentos de unir a Martin Short y a Rick Moranis al papel principal. La sugerencia del productor ejecutivo Michael De Luca de contar con Jim Carrey como actor principal, junto al número del «Cuban Pete» en el guion, le dieron el tono final a la película.
La trama de la película se basó libremente en la primera mitad de la miniserie de cómics de Arcudi/Mahnke.
La película inspiró también una adaptación derivada de un videojuego, lanzado para Super NES en 1995.

### La Máscara: la serie animada(1995-1997)
El éxito de la película fue tan rotundo que la cadena CBS decidió hacer una serie de televisión sobre La Máscara apegada al humor estilo Tex Avery. La serie tuvo a Rob Paulsen en los roles de La Máscara y Stanley Ipkiss, y su éxito llegó a los cómics con Las aventuras de La Máscara. John Arcudi escribió dos capítulos en la primera temporada («Perro enlatado») y en la última temporada («Los bobalotillos», una parodia de los Animaniacs de la Warner Bros. Animation). La serie tomó muchos elementos de la película, pero realizó numerosos cambios. Tina estaba ausente, y la reportera Peggy Brandt se había convertido en el personaje femenino principal, pero sin un interés amoroso. Además, a diferencia de la película, Ipkiss parecía ser capaz de usar la máscara tanto de día como de noche. La serie también tuvo un crossover con Ace Ventura: Pet Detective, otra serie animada basada en una película con Jim Carrey.

### Son of the Mask(2005)
Son of the Mask es una secuela independiente de la película de 1994, dirigida por Lawrence Guterman. La película tenía un presupuesto de 84 millones de dólares e hizo una taquilla nacional de 17 millones, junto a una taquilla bruta extranjera de 40 millones de dólares.
El director Chuck Russell, quien dirigió la película original, había expresado su interés de una secuela en su comentario del Laserdisc de 1996. Esperaba contar con Carrey, junto con Amy Yasbeck. Russell había decidido cortar las escenas cuando Peggy moría y dejar al personaje abierto para la secuela, que se convirtió en esta película. El concepto cambió por completo al no regresar Carrey, por lo que se centró en otro hombre (interpretado por Jamie Kennedy) que encuentra la máscara y concibe involuntariamente a un niño mientras la estaba usando. El resultado es un hijo que posee los poderes de la máscara sin necesidad de usarla. Al mismo tiempo, Loki (interpretado por Alan Cumming), el dios nórdico y creador original de la máscara, busca en el mundo humano intentando encontrarla.
Ben Stein repite su papel del Dr. Arthur Neuman de la primera película. Está involucrado en la película para restablecer la relación entre la máscara y Loki, su creador. Es el único actor que aparece en ambas películas y en la serie animada.

### Space Jam: A New Legacy(2021)
La versión de Stanley Ipkiss de la Máscara aparece en Space Jam: A New Legacy. Él es uno de los habitantes de Warner Bros. Serviverso que ven el partido de baloncesto entre Tune Squad y Goon Squad. La Máscara se puede ver con dos versiones del Pingüino de la franquicia Batman, una de la serie Batman Television de 1966 y otra de la película Batman Returns de 1992.